# Wilhelm Franz Meyer
Friedrich Wilhelm Franz Meyer (1856-1934) est un mathématicien allemand et l'un des principaux éditeurs de l'Encyclopädie der Mathematischen Wissenschaften.

## Biographie
Meyer étudie dans les universités de Leipzig et de Munich. En 1878, il obtient un doctorat de Munich. Il étudie ensuite à Berlin sous Weierstrass, Kummer et Kronecker. En 1880, il obtient la venia legendi à l'Université de Tübingen. En 1888, il devient professeur titulaire à la Bergakademie de Clausthal (aujourd'hui Université de technologie de Clausthal). D'octobre 1897 à octobre 1924, date de sa retraite, il enseigne à l'université de Königsberg .
Le vaste travail de recherche de Meyer (plus de 130 articles) est centré essentiellement sur la géométrie et, plus précisément, sur la Théorie des invariants .
Néanmoins, il est principalement connu pour avoir été l'un des principaux éditeurs  de l'Encyklopädie der mathematischen Wissenschaften publiée de 1898 à 1933 en 23 livres distincts. Meyer est directement chargé des volumes sur la géométrique .